# Tågfärd
Tågfärd är en term för det färdsätt som, enligt Trafikverkets trafikbestämmelser för järnväg (TTJ), används för ett normalt tåg, vilket framförs som en säkrad rörelse utan andra begränsningar i hastigheten än de som banan eller fordonen ger. Andra färdsätt enligt TTJ är spärrfärd och växling.

## Bakgrund
Tågtrafik är en förhållandevis säker form av trafik. Men om något händer, så blir konsekvenserna stora. Tågtrafiken kan dock ske på ett sätt som gör den ovanligt säker. Man har genom åren infört en hel mängd säkerhetsfunktioner. En bana är numera alltid byggd med ett visst säkerhetssystem, som ser till att kollisioner ej ska kunna ske, trots att flera tåg kan finnas ute på spåret. Det sker genom att säkerhetssystemet hela tiden håller reda på var varje tåg befinner sig och därmed kan säkra att ett spåravsnitt är hinderfritt. Man kallar då detta kontrollerade färdsätt för tågfärd. I vissa situationer är det dock inte möjligt att uppehålla samma säkerhetsnivå. Till exempel vid underhåll av banan eller vid sammansättning av nya tåg. Man talar då om de två andra färdsätten spärrfärd och växling som har lägre säkerhetsnivå men som med andra restriktioner ändå gör dem säkra.

## Trafikeringssystem
I ett järnvägssystem förekommer oftast olika nivåer på säkerhetsinstallationer. Från nästan helt automatiserade, med datoriserade ställverk, till helt manuellt hanterade spår ute i kapillärnätet. 2009-06 genomförde i Sverige Transportstyrelsen en upprensning och definierade ett antal trafikeringssystem:
- System H. Banor med fjärrblockering, där en tågklarerare har de hjälpmedel som krävs för att själv dirigera ett tåg. Majoriteten av alla banor i Sverige använder system H.
- System M. Banor utan fjärrblockering, där två tågklarerare gemensamt ansvarar för säker tågtrafik längs en viss sträcka genom manuella metoder.  Utgöres av mindre banor med lite trafik, ofta icke elektrifierade.
- System S. Banor som spärras av så att endast ett tågsätt kan framföras (så kallad spärrfärd). Utgöres av bibanor, vanligen endast för godstrafik.
- System R. Banor med radioblockering (endast Tjustbanan och Stångådalsbanan Linköping-Rimforsa).
- System E1. Banor som försetts med det nya Europeiska säkerhetssystemet ERTMS nivå 1. Ersätter system H på avsnitt med tät trafik.
- System E2. ERTMS nivå 2. Ersätter på sikt system H. Är idag (2024) bara utbyggt på Botniabanan och Haparandabanan.
- System E3. ERTMS nivå 3. Ersätter på sikt system M, S och R.

Sättet att genomföra en tågfärd beror på de möjligheter de olika systemen erbjuder. I system S får dock inte tågfärd förekomma.

## Karakteristiskt för tågfärder
- Tågfärdsättet (alla rälsfordon i tåget) är alltid av typen storfordon, d.v.s. kortsluter med säkerhet spårledningar. Således får inga lätta arbetsfordon ingå.
- Tågfärden går endast i en riktning. En återfärd betraktas som en ny tågfärd.
- Tågfärden har alltid ett körtillstånd av tågklareraren. Körtillstånd ges i system H, M och E1 i regel med ett grönt sken i en ljussignal. I system R, E2 och E3 får tågfärden istället körtillstånd genom ett tekniskt körbesked som presenteras på en panel eller skärm för föraren.
- Så länge som tågfärden fortsätter att påträffa ljussignaler som visar grönt eller att det tekniska körbeskedet ständigt presenteras för föraren så fortsätter tåget tills det når sin slutdestination.
- För en tågfärd finns alltid en förare och vid persontåg även en ombordansvarig (kan vara föraren vid enklare tåg).
- För tågklareraren och föraren gäller ett antal regler, vilka varierar med systemtypen:
  - Vid planeringen. Start- och slutmål, tider mm.
  - Vid avfärden. Bromsprov, ATC-registrering mm.
  - Vid ankomster till driftplatserna.
  - Vid oväntade händelser.